# Flagge Südkoreas
Die Flagge Südkoreas wurde in ihrer heutigen Form am 25. Januar 1950 eingeführt.

## Beschreibung und Bedeutung
| Hexadezimal-Farbwerte |         |
| Rot                   | #CD2E3A |
| Blau                  | #0047A0 |

Aufbau der Nationalflagge

Der koreanische Name der Flagge Taegeukgi leitet sich von Taegeuk ab, die koreanische Bezeichnung für das Taiji-Prinzip.
Die Grundfarbe Weiß ist ein Symbol für Reinheit und Friedfertigkeit. Sie steht auch für die traditionell von den Koreanern getragene weiße Kleidung.
Das rot-blaue „Eum-und-Yang“-Symbol Taijitu, die koreanische Variante des Yin und Yang, steht im Zentrum der Flagge. Der obere, rote Teil wird Yang genannt, der untere, blaue heißt Eum. Dieses Symbol steht für das Universum und die in ihm enthaltenen Gegensätze, beispielsweise Feuer und Wasser, Tag und Nacht, dunkel und hell, maskulin und feminin, Wärme und Kälte und so weiter.
Umgeben ist das Symbol von vier schwarzen Trigrammen aus den I-Ging-Schriften (Buch der Wandlungen). Einige der vielen von ihnen symbolisierten Bedeutungen sind:
| Himmel chinesisch 天, Pinyin tiān; kor. 건, geon; Kraft auch Frühling; Ost; Metall; Tugend; ♂ | Wasser 水, shuǐ; 감, gam; Schlucht auch Winter; Nord; Mond; Weisheit |
| Feuer 火, huǒ; 리, ri; Glanz auch Herbst; Süd; Sonne; Anstand                                 | Erde 地, dì; 곤, gon; Feld auch Sommer; West; Gerechtigkeit; ♀       |

## Gesetzgebung
Seit dem 10. September 2009 ist die Verwendung der Nationalflagge zu kommerziellen Zwecken weitgehend verboten. Sie darf nicht in Anzeigen verwendet oder vor Geschäften aufgehängt werden. Erlaubt ist die Abbildung der Flagge auf Verpackungen, nicht aber auf Einwegwaren, wie Servietten, Trinkbechern oder auch auf Sitzmatten.

## Geschichte

2:3 Nationalflagge des König- bzw. Kaiserreichs Korea von 1882 bis 1910

Bak Yeong-ho, der erste koreanische Botschafter in Japan, schuf im August 1882 den Vorläufer der heutigen Nationalflagge. König Gojong erklärte die Taegeukgi am 6. März 1883 zur ersten Nationalflagge Koreas. Die heutige Form weicht in geringen Details von dieser ursprünglichen Flagge ab.

Korea 1945–1948
Südkorea 1948–1949
Südkorea 1949–1984
Südkorea 1984–1997
Südkorea 1997–2011

## Weitere Flaggen Südkoreas

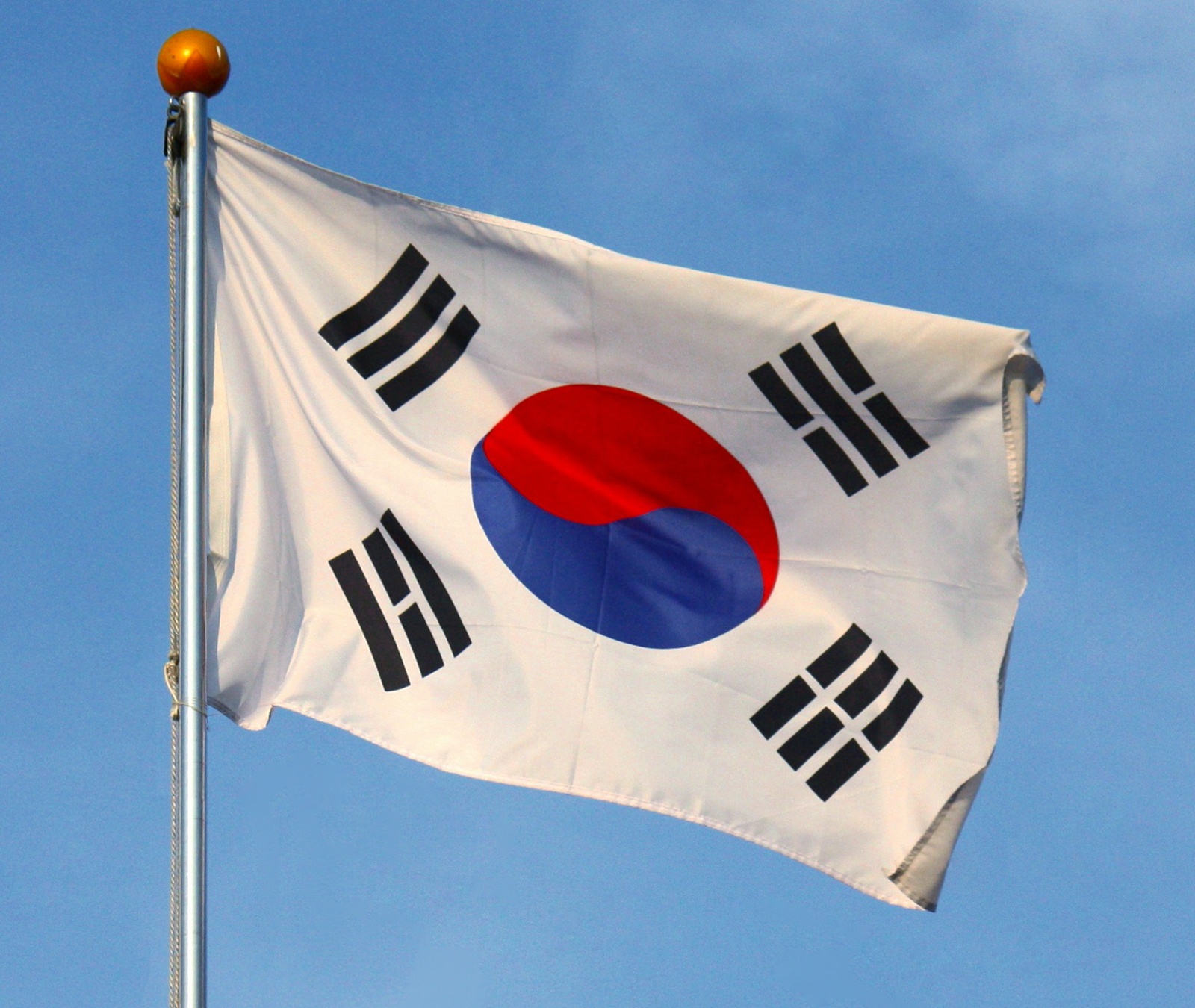
Nationalflagge in Seoul

Gösch der Marine Südkoreas
Flagge für ein vereinigtes Nord- und Südkorea bei den Olympischen Spielen 2000 und 2004 und den Olympischen Winterspielen 2018.
Flagge der Insel Jeju-do